# Элементарные частицы (роман)
«Элементарные частицы» (фр. Les Particules élémentaires) — роман французского писателя Мишеля Уэльбека.
Роман удостоен французской литературной премии «Премия Ноябрь» (фр. Prix Novembre) за 1998 год. Мишель Уэльбек оказался последним писателем, получившим премию с этим названием — её основатель и покровитель Филип Деннери (Philip Dennery) осудил присуждение награды Мишелю Уэльбеку и подал в отставку, у премии поменялся покровитель (им стал Пьер Берже), и она стала называться «Премия Декабрь» (Prix Decembre).

## Сюжет
Роман повествует о жизни двух единоутробных братьев, которые едва знают друг друга. Брюно — учитель, Мишель — биолог. Новаторская работа Мишеля в клонировании удаляет любовь из процесса воспроизводства. А люди, как доказывает Уэльбек, являются только частицами.

## Экранизация
В 2006 году роман был экранизирован немецким режиссёром Оскаром Рёлером. В главных ролях Мориц Блайбтрой и Кристиан Ульмен. Премьера фильма состоялась на берлинском кинофестивале 2006 года. Мориц Блайбтрой получил серебряного медведя за лучшую мужскую роль. Мишель Уэльбек принимал активное участие в работе над фильмом.